# Elisabeth Kaufmann-Bruckberger

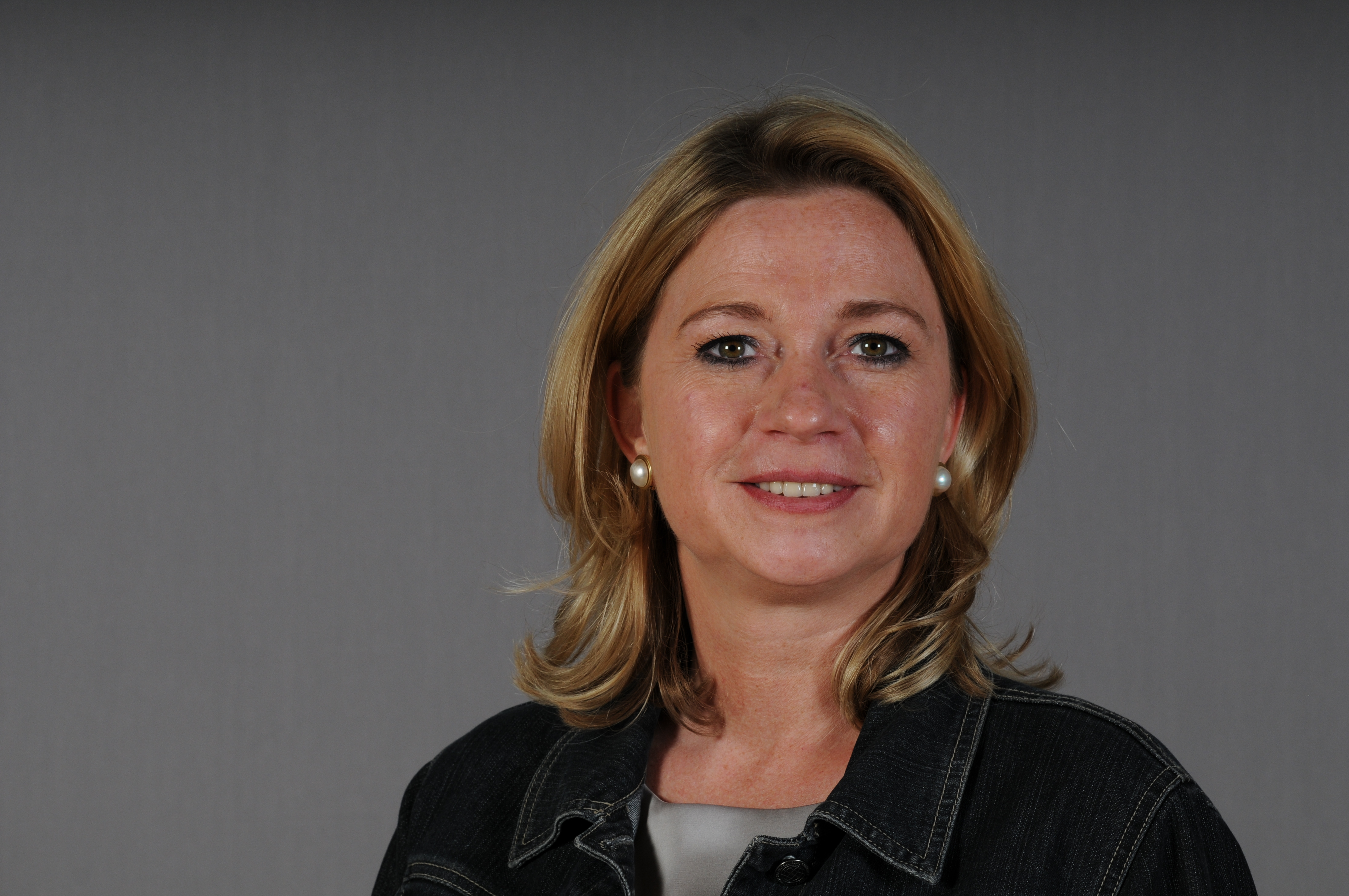
Elisabeth Kaufmann-Bruckberger (2013)

Elisabeth Kaufmann-Bruckberger (* 20. Mai 1970 in Mödling) ist eine österreichische Politikerin (FPÖ, ab 2005 BZÖ, ab 2012 Team Stronach, ab 2013 Team NÖ).
Von Dezember 2011 bis März 2013 war sie als Mitglied des BZÖ Abgeordnete zum Nationalrat. Mit Oktober 2013 wurde sie wegen des schlechten Abschneidens bei den Nationalratswahlen 2013 als Landesparteiobfrau des Team Stronach Niederösterreich abgesetzt, Renate Heiser-Fischer folgte ihr in diesem Amt nach. Nach der Landtagswahl in Niederösterreich 2013 wurde sie im April 2013 Landesrätin in der Landesregierung Pröll VI. Im November 2013 wurde sie wegen fortwährendem parteischädigenden Verhaltens und fragwürdigen Geschäftsabschlüssen aus dem Team Stronach ausgeschlossen, behielt aber ihr Amt als Landesrätin und gründete mit anderen vormaligen Team-Stronach-Parteikollegen im Landtag das „Team NÖ“. Am 16. April 2015, nachdem absehbar geworden war, dass, nach SPÖ, FPÖ und Grünen, auch die ÖVP einen Abwahlantrag unterstützen würde, gab sie bekannt, dass sie aufgrund der Seenkauf-Causa vom Amt der Landesrätin zurücktrete.

## Werdegang
Nach dem Hauptschulabschluss besuchte Kaufmann-Bruckberger von 1984 bis 1987 die Hotelfachschule Modul der Wirtschaftskammer in Wien. Von 1988 bis 2008 arbeitete sie im elterlichen Heurigenbetrieb in Gumpoldskirchen. Daneben hatte sie unter anderem Anstellungen bei der Mandarin Oriental Group (1989–1990), der Wörthersee-Bühne (2002) und dem Theatro Centro (2002).
Ihre politische Laufbahn begann sie bei der FPÖ. Von 1995 bis 1998 war sie Stellvertreterin des niederösterreichischen Landesobmanns des Ringes Freiheitlicher Wirtschaftstreibender (RFW), 1998 kurzzeitig dessen geschäftsführende Landesobfrau. Daneben war sie von 1995 bis 2002 Sprecherin der „Freiheitliche Initiative Tourismus“ (FIT) Niederösterreichs. Von 1999 bis 2002 war sie Mitglied des Gemeinderats von Gumpoldskirchen, von 1999 bis 2003 auch Obfrau der FPÖ-Ortsgruppe, davor und danach (1996 bis 1999 und 2003 bis 2005) Bezirksparteiobmann-Stellvertreterin der FPÖ-Mödling. Seit 2008 betrieb sie eine eigene Unternehmensberatung, deren Tätigkeit sie 2008 ruhend stellte.
Nach dem Wechsel zum 2005 rund um Jörg Haider als Abspaltung von der FPÖ gegründeten Bündnis Zukunft Österreich (BZÖ) arbeitete sie 2005 bis 2006 als Geschäftsführerin in der BZÖ-eigenen Orange Werbeagentur GmbH. 2008 wurde sie als Siebte auf der BZÖ-Liste für die Nationalratswahl aufgestellt, wurde aber nicht in den Nationalrat entsandt und stattdessen 2009 Landesobmann-Stellvertreterin des BZÖ in Niederösterreich für das Industrieviertel und am 6. April 2009 einer von vier Stellvertretern des Nationalratsabgeordneten und neuen niederösterreichischen BZÖ-Obmannes Ewald Stadler. Nach dessen Wechsel in das Europäische Parlament rückte sie auf seinen frei gewordenen Sitz im Nationalrat auf und wurde am 7. Dezember 2011 als Abgeordnete angelobt. Als solche plante sie, sich vorrangig dem Tourismus zu widmen.
Am 29. August 2012 war Kaufmann-Bruckberger die vierte Nationalratsabgeordnete, die zum noch im Aufbau befindlichen Team Stronach wechselte. Nachdem die Partei bei der Landtagswahl in Niederösterreich 2013 über 9 Prozent und damit einen Sitz in der Landesregierung erreichen konnte, wechselte sie im April 2013 als Landesrätin in der Landesregierung Pröll VI. Als solche war sie bis zu ihrem Rücktritt im April 2015 für Baurecht, Veranstaltungswesen, Asyl und Ausländerbeschäftigung zuständig.

### Causa Seenkauf
Kaufmann-Bruckberger gab bei Einvernahmen zu, im Jahr 2008 700.000 Euro an das Kärntner BZÖ weitergereicht zu haben und 35.000 Euro selbst behalten zu haben, dabei handelt es sich um Gelder im Zusammenhang mit dem Verkauf von drei Kärntner Seen an BAWAG und ÖGB. Die WKStA ermittelt in diesem Zusammenhang gegen Kaufmann-Bruckberger wegen Verdachts auf Untreue, Bestechung, Bestechlichkeit (Beihilfe) und seit März 2015 wegen Verdachts der falschen Zeugenaussage.
Nachdem ihr zuvor bereits die FPÖ, die Grünen und schließlich im März 2015 auch die SPÖ das Vertrauen entzogen hatten, erklärte am 16. April 2015 auch die Volkspartei Niederösterreich, einen Abwahlantrag gegen Kaufmann-Bruckberger aufgrund der Seenkauf-Causa zu unterstützen. Daraufhin erklärte sie am selben Tag, vom Amt als Landesrätin zurückzutreten.

## Privatleben
Kaufmann-Bruckberger ist geschieden und hat zwei Söhne.